# José Luis Sosa
José Luis Sosa (1º gennaio 1956 – Montevideo, 10 ottobre 2021) è stato un calciatore uruguaiano, di ruolo portiere.

## Carriera

### Club
Ha speso otto anni di carriera nella squadra argentina del Gimnasia La Plata.

### Nazionale
Con la Nazionale uruguaiana ha preso parte alla Copa América 1983, vincendola.